# Tanganhica (República Democrática do Congo)
Tanganhica ou Tanganica  (em francês: Tanganyika) é uma das 25 províncias da República Democrática do Congo. Foi criada pela Constituição de 2006. Tem 2 482 009 habitantes (estimativa 2005) e sua capital é a cidade de Kalemie.